# Paul A. Rothchild

Paul Allen Rothchild (18 de abril de 1935 – 30 de março de 1995) foi um importante produtor musical americano das décadas de 1960 e 1970, amplamente conhecido por seu trabalho histórico com The Doors, produzindo o álbum final de Janis Joplin Pearl e os dois primeiros álbuns da Paul Butterfield Blues Band.

## Vida e carreira

### Primeiros anos
Nascido no Brooklyn, Rothchild cresceu em Teaneck, Nova Jérsei e se formou na Teaneck High School em 1954. Ele tinha uma família musical; sua mãe era cantora de ópera, e Rothchild estudou regência de música clássica.
Rothchild iniciou sua carreira na cena folk de Boston, gravando e lançando registros (às vezes em seu próprio selo, Mount Auburn Records), de artistas folk locais, incluindo o Charles River Valley Boys. Ele se tornou produtor fixo do selo Elektra Records de Jac Holzman em 1964; trabalhou extensivamente com notáveis engenheiros de gravação como Bruce Botnick, John Haeny, Fritz Richmond e William Gazecki.
No final de 1964, Rothchild descobriu Paul Butterfield e sua banda. Uma primeira tentativa de gravá-los foi arquivada (embora tenha sido lançada posteriormente nos anos 1990), mas um esforço posterior resultou no álbum de estreia da banda, The Paul Butterfield Blues Band. Rothchild também produziu o segundo álbum da banda, East-West, um dos álbuns mais influentes da década de 1960 e o primeiro exemplo do que se tornaria o acid rock. Os membros iniciais da Butterfield Blues Band foram introduzidos no Rock and Roll Hall of Fame em 2015.

### Carreira
Em meados da década de 1960, Rothchild estava estabelecido na cena musical de Los Angeles, e sua casa em Lookout Mountain em Laurel Canyon era habitada por muitas das futuras superestrelas musicais das décadas de 1960 e 1970. Ele produziu a demo da música original do Crosby, Stills, & Nash que garantiu ao grupo um contrato de gravação (na verdade, era Crosby, Stills e John Sebastian na gravação, com Sebastian posteriormente substituído por Graham Nash). Rothchild criou o conceito "LEDO" (Leadered / Equalized / Dolby / Original). Este formato garantia que a fita final representaria a visão sonora de Rothchild para as gerações futuras.
Rothchild é talvez mais conhecido como o produtor dos cinco primeiros álbuns do The Doors. Ele não produziu o último álbum deles com Jim Morrison, L.A. Woman, pois Rothchild se retirou da produção após discordar com o grupo sobre a direção musical da banda. Ele também produziu álbuns e singles para John Sebastian, Joni Mitchell, Neil Young, Tom Paxton, Fred Neil, Tom Rush, the Lovin' Spoonful, Tim Buckley, Love, Clear Light, Rhinoceros e Janis Joplin, incluindo seu último LP Pearl e seu único single nº 1 (escrito por seu então amante Kris Kristofferson) "Me and Bobby McGee".
Na década de 1970, ele produziu os dois primeiros álbuns da banda de Tampa Outlaws, para a Arista Records, além de produzir para Bonnie Raitt, Elliott Murphy e o álbum da trilha sonora para o filme de Bette Midler The Rose, que foi livremente baseado na vida de Janis Joplin. Ele também produziu a trilha sonora do filme The Doors de Oliver Stone, e apareceu em um pequeno papel no filme, no qual foi interpretado pelo ator canadense Michael Wincott.

## Morte
Em 1990, Rothchild foi diagnosticado com câncer de pulmão. Ele morreu em 1995, aos 59 anos.